# Keita Ichikawa
Keita Ichikawa (市川 恵多 Ichikawa Keita?, nacido el 3 de octubre de 1990 en Gunma) es un futbolista japonés que se desempeña como defensa.

## Trayectoria

### Clubes
| Club                | País  | Año         |
| ------------------- | ----- | ----------- |
| Giravanz Kitakyushu | Japón | 2013 - 2016 |
| Thespakusatsu Gunma | Japón | 2017 - 2019 |

## Estadística de carrera

### J. League
| Club                | Año   | J. League | J. League | Copa J. League | Copa J. League | Total | Total |
| Club                | Año   | Part.     | Goles     | Part.          | Goles          | Part. | Goles |
| ------------------- | ----- | --------- | --------- | -------------- | -------------- | ----- | ----- |
| Giravanz Kitakyushu | 2013  | 4         | 0         | -              | -              | 4     | 0     |
| Giravanz Kitakyushu | 2014  | 4         | 0         | -              | -              | 4     | 0     |
| Giravanz Kitakyushu | 2015  | 5         | 0         | -              | -              | 5     | 0     |
| Giravanz Kitakyushu | 2016  | 13        | 0         | -              | -              | 13    | 0     |
| Thespakusatsu Gunma | 2017  | 8         | 0         | -              | -              | 8     | 0     |
| Total               | Total | 34        | 0         | 0              | 0              | 34    | 0     |